# Partagás (cigar cubà)

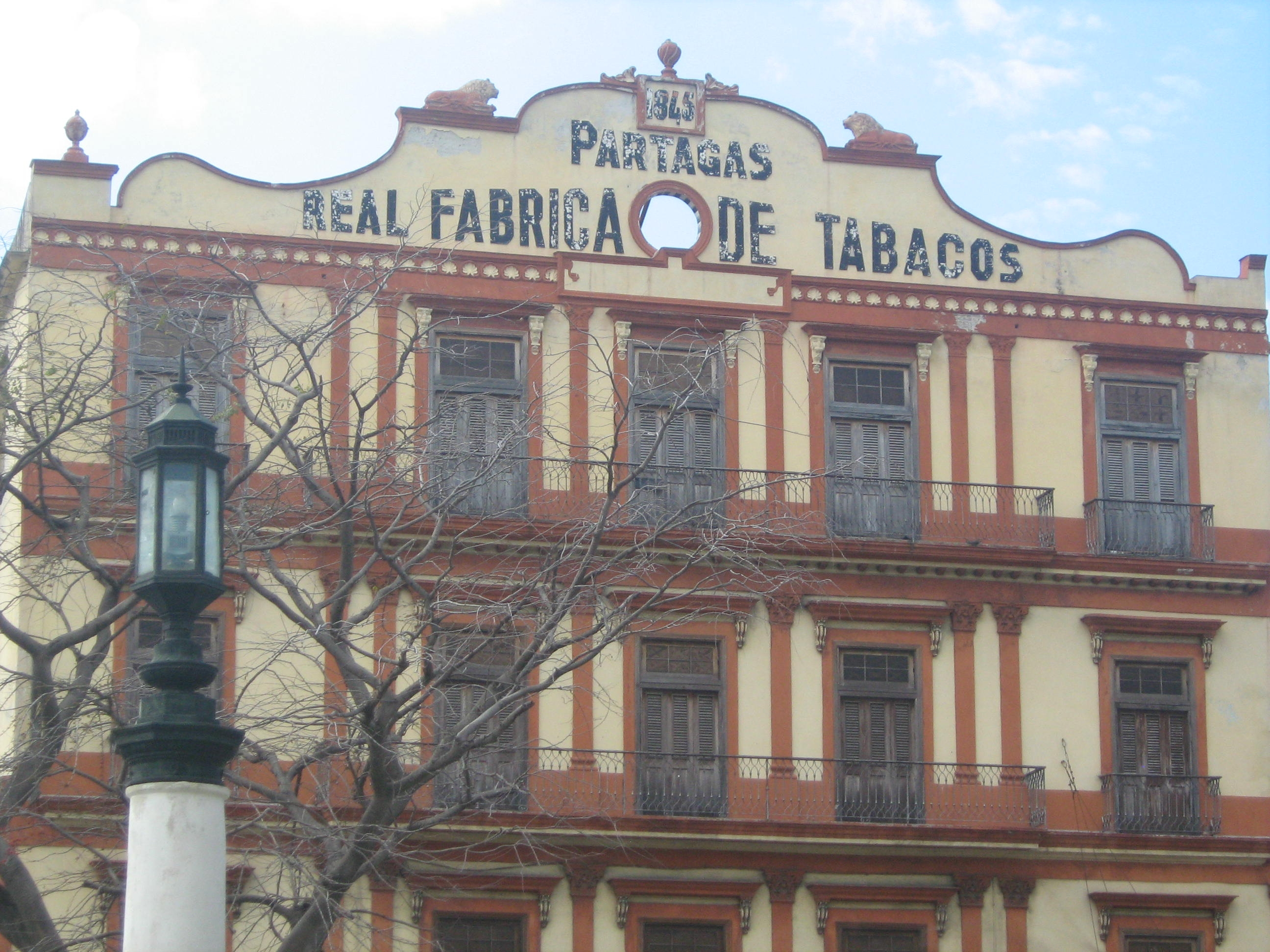
Façana de la fàbrica Partagás a l'Havana.

 Partagás  és una marca de cigars cubana pertanyent a la companyia nacional Habanos SA administrada per l'estat cubà per a la producció i comercialització del tabac de la regió. Va ser fundada el 1845 per Jaume Partagàs i Ravell, de manera que és una de les marques més antigues de l'Havana. Partagás produeix cigars de gust fort en una àmplia varietat de mides. Entre els més coneguts figuren la Serie D n ° 4 (Robust), la  Serie D número 3 Limited Edition  (rellançada el 2006) i la 8-9-8 Dalia.

## Història

### Els inicis

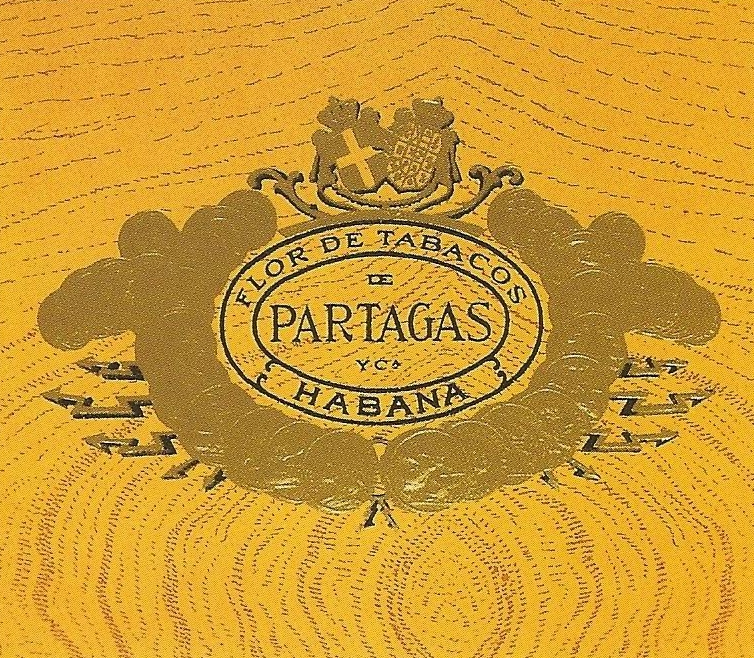
Símbol de la Flor de Tabacs Partagás

La Flor de Tabacs de Partagás va aparèixer al registre dels noms de marques el 1845. El seu creador, el senyor Jaume Partagàs, d'origen català, era el propietari d'una petita fàbrica de tabac a l'Havana el 1827. Des del principi, tenia l'ambició d'emprendre una producció a major escala, però no disposava del capital suficient per entrar al grup dels grans productors. Mentre esperava el seu moment, es va dedicar assenyadament a comprar diferents plantacions a la regió de Vuelta Abajo. Va trigar vint anys a aconseguir l'interès dels inversors en el seu projecte. Quan va tenir el suport necessari, va crear l'empresa La Flor de Tabacos de Partagás i Cia. La marca té prestigi dins dels havans més forts i amb una aroma de més cos. La qualitat del tabac és excepcional, ja que Jaume Partagàs va ser dels primers a concentrar-se meticulosament en les tècniques per millorar la producció, especialment a l'àrea de fermentació. La fàbrica (vegeu la primera imatge) en la qual s'elaboren els cigars és al Carrer de la Industria, en un sumptuós edifici d'estil colonial. Encara segueix allà, i a pesar d'haver passat per una renovació el 1987, segueix sent la fàbrica de cigars més antiga. És una de les majors atraccions turístiques de l'Havana i, per a l'aficionat al cigar, una visita imprescindible.

### El lector
Va ser a l'interior d'aquestes parets, al voltant de 1865, que va aparèixer un nou tipus de tabaquer. Es tractava del «lector», que tenia la important missió de llegir en veu alta periòdics i novel·les als torcedors de cigars, mentre treballaven. La primera aparició del lector en les fàbriques va ser molt apreciada pels treballadors, i va arribar a ser considerada una mena de dret social i cultural. La importància del paper jugat pel lector es pot apreciar pel llarg període que va perdurar, tot i que va aparèixer un competidor d'alta tecnologia per ocupar el seu lloc: la ràdio.

### Una mort tràgica
En 1864, Jaume Partagàs va morir assassinat d'un tret en una de les plantacions de Vuelta Abajo. La marca va ser llavors adquirida pel banquer José Bances, que va estendre la popularitat dels seus cigars. Va aconseguir la cobejada medalla d'or de l'Exposició Universal de 1878, a París. El 1900, va ser obligat a traspassar el negoci, què va passar a mans de Ramon Cifuentes i José Fernández. Aquest últim es retiraria al cap de poc, deixant la marca totalment en mans de la família Cifuentes, que conservaria la seva propietat fins a la revolució de 1959.

### Els últims anys
Ramon Cifuentes va abandonar Cuba el 1961, dos anys després de la revolució, i la fàbrica Partagás va ser nacionalitzada i rebatejada com Francisco Pérez Germán. Els dos-cents torcedors empleats en ella poden arribar a produir vuit milions de cigars l'any. Això significa que Partagás produeix la meitat dels cigars fabricats a l'Havana. L'altra meitat es distribueix entre les altres cinc fàbriques: Bolívar, Ramon Allon, La Glòria Cubana, Cohiba i H. Upmann. Actualment, la fàbrica Partagás és unq de les principals destinacions de turistes interessats en els cigars. Per aquesta raó, la fàbrica és dels llocs més visitats a l'Havana, i la mateixa marca ofereix alguns dels cigars amb més cos i més satisfactoris. Entre els millors de Partagás es troben el President, el Lusitania i els 8-9-8 Varnished.

### Més enllà de les costes cubanes

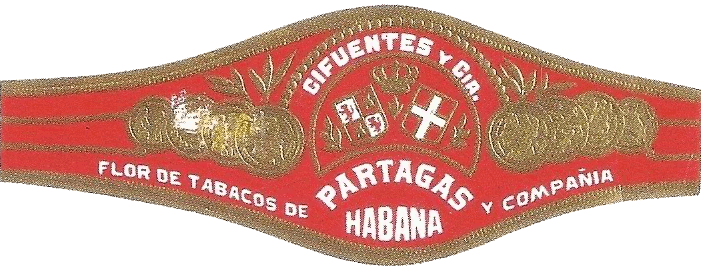
Anell de cigars Partagàs

El 1974 Ramon Cifuentes va vendre part dels drets de la marca Partagás als Estats Units, a la General Cigar Company, i sota la seva supervisió es van fabricar Partagás no cubans a Jamaica. La fàbrica es va reubicar el 1979 a la República Dominicana. Per no confondre la marca Partagás cubana Habanos SA amb la dominicana de General Cigar s'observa que en els cigars de la versió cubana de Partagás s'inscriu la paraula "Havana" a l'anell dels cigars, mentre que en els dominicans es llegeix "Partagás 1845 ".

### Partagás en el nou segle
Ramon Cifuentes mor l'any 2000 deixant darrere un llegat de fins cigars a tots els amants del tabac. El 2002, es produeixen una sèrie de canvis en la producció de cigars a l'illa de Cuba. Un d'aquests canvis va ser la decisió de canviar gradualment les marques de cigars cubans a unes en les que tots es confeccionaven a màquina i altres en que tot es feia a mà, reduint així la redundància de mides, tipus i anells de la marca, aconseguint així una millor economia respecte de la baixes vendes de certs anells produïts. Partagás, que ha tingut en tota la seva història una àmplia varietat de cigars tant fets a mà com confeccionats a màquina, va tenir un gran retallada de producció a causa d'aquesta mesura, la qual va suposar cop molt gros per als amants i coneixedors de cigars al voltant del món, ja que molts dels seus anells favorits varen desaparèixer del mercat, o es van tornar molt difícils d'aconseguir.

## Cigars i anells de Partagás
Partagás disposa de la major oferta i de les sèries més extenses de totes les marques d'Habanos, amb més de quaranta models registrats en el catàleg. La majoria d'aquests models, però, estan fets a màquina i destinats, com els Chicos, a una clientela poc exigent. Això ens deixa amb uns vint models de qualitat superior, com els Lusitania, un doble corona de 7 ¾ polzades de longitud (194 mm), i els Shorts, de 4 polzades de llarg. Cal destacar els imponents Culebras: tres cigars entrellaçats junts que només Partagàs i H. Upmann segueixen fabricant.

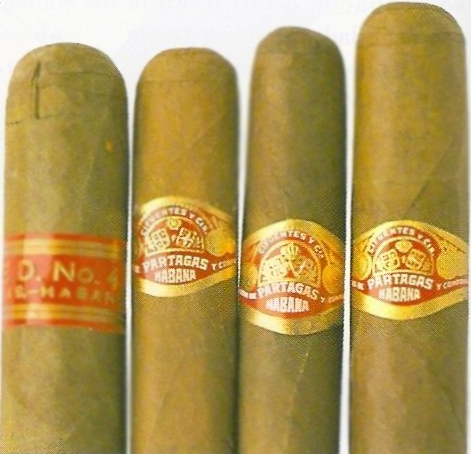
Cigars Partagás.
D'esquerra a dreta: 1. Serie D n.°4, 2. Partagás n.°1, 3. 8-9-8 Varnished, 4. Lusitania

 Des de la introducció de l'Edició Limitada que es posa a la venda anualment, Partagás ha tingut una mida especial d'anells gairebé a l'any com: els Piràmide, el 2000, els Serie D n.° 3, el 2001, els Serie D n.° 4, el 2004, una reedició dels Serie D número 3, el 2006, i els Serie D n.° 5, el 2008. El 2005, Partagás va introduir una nova mesura a la seva sèrie regular d'anells, la famosa Pirámide Serie P n.° 2.
Partagás també conservar alguns cigarrets fets a màquina: els Mini i els Club.
| Partagás (CUBA)        | Partagás (CUBA) | Partagás (CUBA) | Partagás (CUBA) |
| Nom                    | Longitud        | Calibre         | Anell           |
| ---------------------- | --------------- | --------------- | --------------- |
| Short                  | 109 mm          | 42              | Petit Corona    |
| Serie D núm. 4         | 124 mm          | 50              | Robusta         |
| Habaneros              | 127 mm          | 39              | Belveras        |
| Petit Corona Especial  | 127 mm          | 44              | Petit Corona    |
| Corona                 | 140 mm          | 42              | Corona          |
| Serie D núm. 3 LE 2006 | 142 mm          | 46              | Corona Gorda    |
| Super Partagás         | 152 mm          | 40              | Nacionales      |
| Serie D núm 2 LE 2003  | 152 mm          | 50              | Toro            |
| Serie P núm 2 LE 2003  | 152 mm          | 52              | Pirámide        |
| De Partagás n.° 1      | 168 mm          | 43              | Dalia           |
| 8-9-8                  | 171 mm          | 43              | Dalia           |
| Churchill De Luxe      | 178 mm          | 47              | Julieta         |
| Lusitania              | 194mm           | 49              | Prominent       |
|                        |                 |                 |                 |